# Paola y Miguelito: la serie
Paola & Miguelito: la serie es una serie de televisión de comedia chilena, producida por Kike 21 y emitida por Mega, cuya historia se centra en las aventuras de Miguel "Miguelito" Rojas y su madre Paola "Paolita" Rojas, dos emblemáticos personajes provenientes de los extintos programas de humor de Mega Morandé con compañía y Mi barrio, tu mejor compañía. La serie es protagonizada por Hans "Miguelito" Malpartida y Paola Troncoso, además de contar con un elenco conformado por algunos actores del área dramática del canal.
Se estrenó el sábado 15 de enero de 2022, en horario estelar. Una segunda temporada se estrenó el 23 de septiembre de 2022.

## Trama
Paola "Paolita" Rojas (Paola Troncoso) y su travieso hijo Miguel Rojas, "Miguelito" (Hans Malpartida); heredan un departamento por parte de su tío recientemente fallecido, Cipriano Rojas (Fernando Alarcón). Sin embargo, esta nueva realidad conlleva una deuda millonaria, por lo que "Paolita" deberá buscar trabajo para evitar ser expulsados de la propiedad. Además, el fantasma del tío Cipriano ronda por el departamento y aconseja a "Miguelito". 
En el transcurso de la historia, se reencuentran con su amiga Magnolia (María José Quiroz), quien es la conserje del edificio. También conocen a sus nuevos vecinos, entre los que destacan "Charly" (César Sepúlveda) y su madre, Totó (Teresita Reyes); Waldo (Julio Milostich) y su hijo "Coke" (Oliver Borner); y la pareja de "Bobby" (Sebastián Layseca) y Renata (Karol Blum), viviendo grandes aventuras.

## Elenco
| Paola Troncoso               | Paola "Paolita" Rojas             | Principal  | Principal  | Principal  | Principal  | Principal |
| Hans Malpartida              | Miguel "Miguelito" Rojas          | Principal  | Principal  | Principal  | Principal  | Principal |
| Fernando Alarcón             | Tío Cipriano Rojas                | Principal  |            |            |            |           |
| María José Quiroz            | Magnolia                          | Principal  | Principal  | Principal  | Principal  | Principal |
| César Sepúlveda              | Charly                            | Principal  |            |            |            |           |
| Carolina Paulsen             | Nancy                             | Principal  |            |            |            |           |
| Teresita Reyes               | Totó                              | Principal  |            |            |            |           |
| Paty Cofré                   | Patricia "Paty" González de Rojas | Principal  | Principal  |            |            |           |
| Julio Milostich              | Waldo                             |            | Principal  | Principal  | Principal  | Principal |
| Oliver Borner                | "Coke"                            |            | Principal  | Principal  | Principal  | Principal |
| Sebastián Layseca            | "Bobby"                           |            | Principal  | Principal  | Principal  | Principal |
| Karol Blum                   | Renata                            |            | Principal  | Principal  | Principal  | Principal |
| Rodrigo Villegas             | Segundo                           |            | Principal  | Principal  | Principal  | Principal |
| Recurrentes                  |                                   |            |            |            |            |           |
| Jacqueline Boudon            | Vecina                            | Recurrente | Recurrente | Recurrente | Recurrente |           |
| Gustavo Becerra              | Padre Venancio                    | Recurrente | Recurrente | Recurrente | Recurrente |           |
| Laura Prieto                 | Madre superiora                   | Recurrente | Recurrente | Recurrente | Recurrente |           |
| Patricio Fuentes             | Varios personajes                 | Recurrente | Recurrente | Recurrente | Recurrente |           |
| Andrés Sáez                  | Vecino                            | Recurrente | Recurrente | Recurrente | Recurrente |           |
| Nathalie Vera                | Carlis                            | Recurrente | Recurrente | Recurrente | Recurrente |           |
| Invitados                    |                                   |            |            |            |            |           |
| Juan Falcón                  | Juan Falcón                       | Invitado   |            |            |            |           |
| Andrés Pozo                  | Andrés Pozo                       | Invitado   |            |            |            |           |
| Soledad Onetto               | Soledad Onetto                    | Invitada   |            |            |            |           |
| Nicolás Saavedra             | Nicolás Saavedra                  | Invitado   |            |            |            |           |
| Vicente Soto                 | Vicente Soto                      | Invitado   |            |            |            |           |
| Mónica Godoy                 | Mónica Godoy                      | Invitada   |            |            |            |           |
| Andrés Velasco               | Andrés Velasco                    | Invitado   |            |            |            |           |
| Kike Morandé                 | Kike Morandé                      | Invitado   |            |            |            |           |
| Marcial Tagle                | Marcial Tagle                     | Invitado   |            |            |            |           |
| Fernando Kliche              | Fernando Kliche                   | Invitado   |            |            |            |           |
| Yamila Reyna                 | Yamila Reyna                      | Invitada   |            |            |            |           |
| Christian Zúñiga             | Christian Zúñiga                  | Invitado   |            |            |            |           |
| Claudio Arredondo            | Claudio Arredondo                 | Invitado   |            |            |            |           |
| Rodrigo Muñoz                | Rodrigo Muñoz                     | Invitado   |            |            |            |           |
| Carla Jara                   | Carla Jara                        | Invitada   |            |            |            |           |
| Simón Oliveros               | Simón Oliveros                    | Invitado   |            |            |            |           |
| Patricio "Pato" Torres       | Patricio "Pato" Torres            | Invitado   |            |            |            |           |
| Rodrigo Villegas             | Rodrigo Villegas                  | Invitado   |            |            |            |           |
| Josefina Velasco             | Josefina Velasco                  | Invitada   |            |            |            |           |
| Jaime Omeñaca                | Jaime Omeñaca                     | Invitado   |            |            |            |           |
| Renata Bravo                 | Renata Bravo                      | Invitada   |            |            |            |           |
| Agustín "Pastelito" Maluenda | Agustín "Pastelito" Maluenda      | Invitado   |            |            |            |           |
| Solange Lackington           | Solange Lackington                | Invitada   |            |            |            |           |
| León Murillo                 | León Murillo                      | Invitado   |            |            |            |           |
| Constanza Araya              | Constanza Araya                   | Invitada   |            |            |            |           |
| Julio Jung Duvauchelle       | Julio Jung Duvauchelle            | Invitado   |            |            |            |           |
| Pamela Leiva                 | Pamela Leiva                      | Invitada   |            |            |            |           |
| Carlos Díaz                  | Carlos Díaz                       | Invitado   |            |            |            |           |
| Tutú Vidaurre                | Tutú Vidaurre                     | Invitada   |            |            |            |           |
| Felipe Ríos                  | Felipe Ríos                       | Invitado   |            |            |            |           |
| Elías Collado                | Elías Collado                     |            | Invitado   |            |            |           |
| Julio César Serrano          | Julio César Serrano               |            | Invitado   |            |            |           |
| Adrián Correa                | Adrián Correa                     |            | Invitado   |            |            |           |
| María José Quintanilla       | María José Quintanilla            |            | Invitada   |            |            |           |

## Episodios
más vista 
      menos vista
| Temporada | N.º | T.° | Título                            | rating                   | Fecha de lanzamiento     |
| --------- | --- | --- | --------------------------------- | ------------------------ | ------------------------ |
| 1         | 1   | 26  | «A Paola no le da»                | 12,1                     | 15 de enero de 2022      |
| 1         | 2   | 26  | «Arréglate niña»                  | 12,1                     | 15 de enero de 2022      |
| 1         | 3   | 26  | «La perrita perdida»              | 8,1                      | 22 de enero de 2022      |
| 1         | 4   | 26  | «El vecino misterioso»            | 8,1                      | 22 de enero de 2022      |
| 1         | 5   | 26  | «Miguelito Gamer»                 | 7,8                      | 29 de enero de 2022      |
| 1         | 6   | 26  | «El Traje»                        | 7,8                      | 29 de enero de 2022      |
| 1         | 7   | 26  | «Miguelito quiere ser futbolista» | 8,7                      | 5 de febrero de 2022     |
| 1         | 8   | 26  | «La prueba»                       | 7,8                      | 12 de febrero de 2022    |
| 1         | 9   | 26  | «La toalla»                       | 7,4                      | 19 de febrero de 2022    |
| 1         | 10  | 26  | «La niñera»                       | 7,9                      | 26 de febrero de 2022    |
| 1         | 11  | 26  | «El guiso de acelga»              | 7,9                      | 26 de febrero de 2022    |
| 1         | 12  | 26  | «El amante»                       |                          | 5 de marzo de 2022       |
| 1         | 13  | 26  | «Problemas eléctricos»            |                          | 5 de marzo de 2022       |
| 1         | 14  | 26  | «El peor día de Paola»            |                          | 12 de marzo de 2022      |
| 1         | 15  | 26  | «El taladro»                      |                          | 12 de marzo de 2022      |
| 1         | 16  | 26  | «El comercial»                    |                          | 19 de marzo de 2022      |
| 1         | 17  | 26  | «Enamorados»                      |                          | 19 de marzo de 2022      |
| 1         | 18  | 26  | «La tarea de arte»                |                          | 26 de marzo de 2022      |
| 1         | 19  | 26  | «La cita»                         |                          | 26 de marzo de 2022      |
| 1         | 20  | 26  | «¡El papá regresa!»               |                          | 3 de abril de 2022       |
| 1         | 21  | 26  | «El gurú»                         |                          | 3 de abril de 2022       |
| 1         | 22  | 26  | «La torta»                        |                          | 9 de abril de 2022       |
| 1         | 23  | 26  | «El muerto»                       |                          | 9 de abril de 2022       |
| 1         | 24  | 26  | «El pavo»                         |                          | 16 de abril de 2022      |
| 2         | 1   | 26  | “Miguelito no es mi hijo”         |                          | 23 de septiembre de 2022 |
| 2         | 2   | 26  | “Una mente brillante”             | 23 de septiembre de 2022 |                          |

### Episodios exclusivos
| Título           | Fecha de lanzamiento |
| ---------------- | -------------------- |
| «La casa propia» | 15 de enero de 2022  |